# 마우고시아 벨라
마우고시아 벨라(폴란드어: Małgosia Bela, 1977년 6월 6일 ~ )는 폴란드의 모델, 배우이다.